# Шешуков, Максим Иванович
 Максим Иванович Шешуков  (5 сентября 1857, Томск — после 1926) — российский химик.

## Биография
Родился в 1857 году. По окончании курса в Санкт-Петербургском университете был оставлен при нём по кафедре органической химии и состоял консерватором химической лаборатории. В 1894 году назначен преподавателем химии и заведующим лабораторией первого в России химико-технического училища имени О. В. Чижова в городе Костроме.
В 1900 году переведён инспектором виленского среднего химико-технического училища. Позднее работал химиком-аналитиком гигиенической лаборатории Военно-медицинской академии.
В 1922—1926 годах возглавлял профессионально-технические учебные заведения Троцка.

## Научная деятельность
Издал сочинения «О действии хлора на изобутилен и о новом непредельном спирте изобутилене» («Журнал Русского Физико-Химического Общества», 1884, том XVI), «О действии изобутилена на растворы галоидоводородных кислот» (ib., 1886, том XVIII), а также произвёл много анализов для оценки земель Полтавской губернии, напечатанных в «Материалах к оценке» и т. д., изданных под редакцией профессора Докучаева.